# Ahmes
Ahmes, egypter, antages at have levet mellem år 2000 og 1700 f.Kr. Han skrev den ældste, matematiske lærebog, vi kender. Bogen begynder således: "Forskrift til at nå til kendskab om alle dunkle ting", men den indeholder ingen egentlige matematiske regler. Den belærer nærmest gennem løsning af opgaver, og reglerne må formodentlig findes i ældre, os ubekendte lærebøger. Det er væsentlig fra denne bog, at vi har kendskab til egyptisk matematik.